# Arnold Arboretum
O Arnold Arboretum da Universidade Harvard, estabelecido em 1872, é o mais antigo arboreto público da América do Norte. Esta instituição de pesquisa botânica e parque público gratuito está localizada nos bairros Jamaica Plain e Roslindale em Boston, Massachusetts. A paisagem foi desenhada por Charles Sprague Sargent e Frederick Law Olmsted e é o segundo maior "elo" do Colar de Esmeraldas. A coleção de árvores temperadas, arbustos e vinhas do Arnold Arboretum tem uma ênfase particular nas plantas do leste dos Estados Unidos e da Ásia oriental, onde a equipe e colegas da Arboretum estão ativamente buscando novos materiais em expedições de coleta de plantas. O Arboretum apoiar a pesquisa em sua paisagem e em seu edifício Weld Hill Research Building.

## História

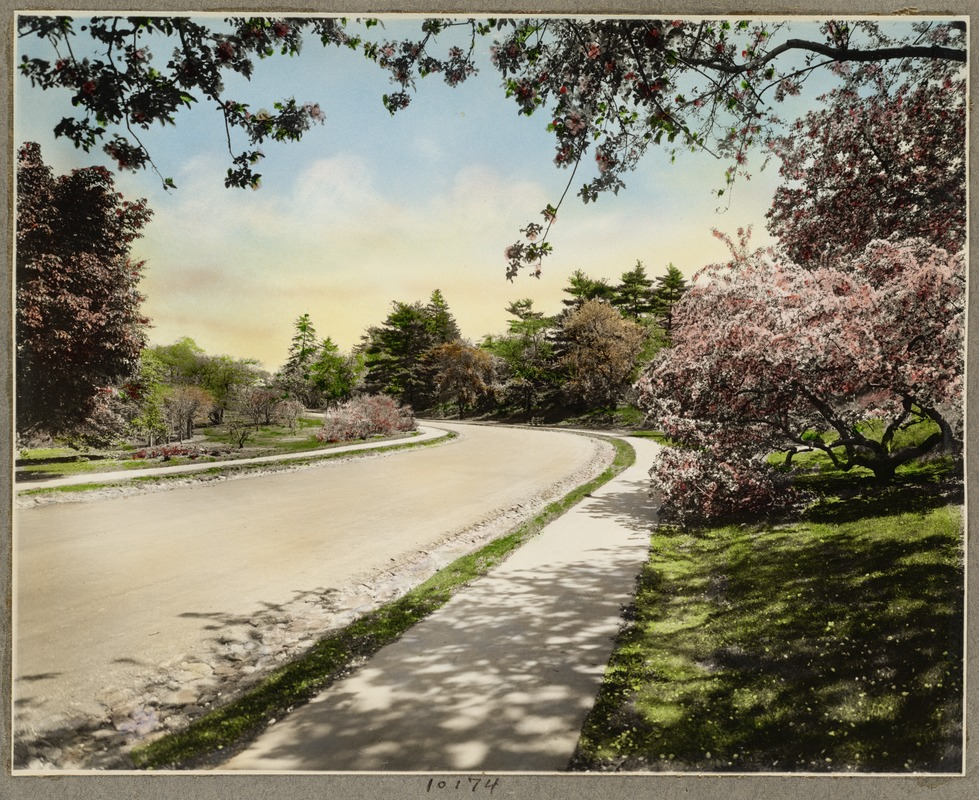
Arnold Arboretum retratado em 1921

O Arboretum foi fundado em 1872 quando o presidente e os membros do Harvard College tornaram-se curadores de uma parte da propriedade de James Arnold (1781-1868), um comerciante baleeiro de New Bedford, Massachusetts. Arnold especificou que uma parte de sua propriedade deveria ser usada para "... a promoção de melhorias agrícolas ou hortícolas " e acordo com o contrato de fideicomisso entre os curadores de Arnold e o Colégio, a renda do legado de Arnold deveria ser usada para estabelecer, desenvolver e manter um arboreto conhecido como Arboreto de Arnold, que "deverá conter, na medida do possível, todos árvores [e] arbustos... indígenas ou exóticos, que podem ser cultivados ao ar livre em West Roxbury. " A missão histórica do Arnold Arboretum é aumentar o conhecimento das plantas lenhosas por meio da pesquisa e disseminar esse conhecimento por meio da educação.
A doação de Arnold foi combinada com 120 acres (0.49 km2) de um terreno doado à Universidade de Harvard em 1842. Benjamin Bussey (1757-1842), um próspero comerciante e agricultor científico de Boston, doou a sua propriedade rural em Woodland Hill e uma parte de sua fortuna para a Universidade de Harvard "para instrução em agricultura, horticultura e assuntos relacionados". Bussey herdou terras do colega patriota Eleazer Weld em 1800 e aumentou ainda mais a sua grande propriedade entre 1806 e 1837, adquirindo e consolidando várias fazendas que haviam sido estabelecidas já no século XVII. Harvard usou esse terreno para a criação do Bussey Institute, que se dedicava à experimentação agrícola. O primeiro prédio do Bussey Institute foi concluído em 1871 e serviu como sede para uma escola de graduação em agricultura.
Em junho de 1872, Charles Sprague Sargent foi nomeado professor de horticultura e curador do Arnold Arboretum; no ano seguinte, foi nomeado diretor do Arnold Arboretum e do Harvard Botanic Garden. Em 1877, Sargent contratou o arquiteto paisagista Frederick Law Olmsted para preparar um sistema de estradas e caminhos. Sargent e Olmsted delineariam as áreas de coleção por família e gênero, seguindo o sistema de classificação então atual e amplamente aceite de Bentham e Hooker. O Edifício Hunnewell foi projetado pelo arquiteto Alexander Wadsworth Longfellow, Jr. e construído em 1892, com fundos doados por HH Hunnewell. O edifício Weld Hill Research Building foi inaugurado em 2011 e recebeu a certificação LEED de Ouro.
O Arboretum tem uma longa história de apoio à exploração de plantas na América do Norte, Leste Asiático e em outros lugares. Ernest Henry Wilson estava entre os colecionadores mais prolíficos do Arboretum nos primeiros cinquenta anos. Entre 1899 e 1919, ele liderou seis expedições de coleta à Ásia Oriental (principalmente China, Japão e Coreia). Hoje muitas das plantas de Wilson ainda crescem na paisagem do Arboretum. Em 2015, a equipa do Arboretum lançou uma campanha de coleta de 10 anos, priorizando a coleta de cerca de 400 espécies, das quais 177 nunca foram cultivadas no Arboretum.

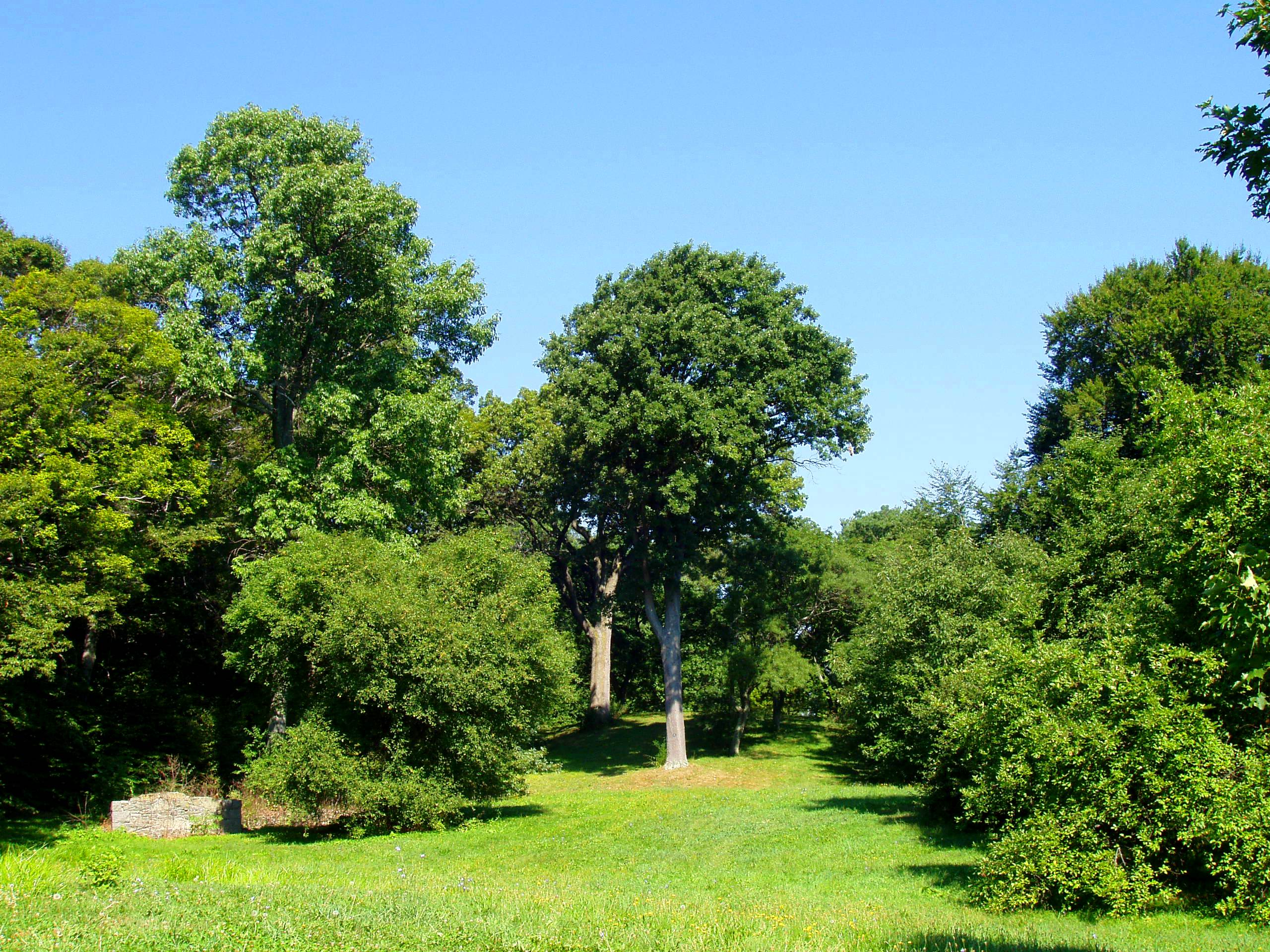
Vista geral do Arnold Arboretum

De 1946 a 1950, a arquiteta paisagista Beatrix Farrand foi a consultora de paisagismo do Arboretum. O seu primeiro treinamento na década de 1890 incluiu tempo com Charles Sprague Sargent e Jackson Thornton Dawson, o chefe propagador e superintendente. Hoje, o Arboretum ocupa 281 acres (114 ha)  de terreno dividido em quatro parcelas, viz. o principal Arboretum e os tratos Peters Hill, Weld-Walter e South Street. As coleções estão localizadas principalmente no Arboretum principal e no trato de Peters Hill. O Arboretum continua sendo um dos melhores exemplos de uma paisagem projetada por Frederick Law Olmsted. O escritório de Olmsted, agora conhecido como Frederick Law Olmsted National Historic Site, está localizado nas proximidades de Brookline.
William (Ned) Friedman é o oitavo e atual diretor do Arnold Arboretum. Ele também é Professor Arnold de Biologia Organísmica e Evolutiva na Universidade de Harvard.
O Arnold Arboretum foi uma referência chave para o estabelecimento e desenvolvimento da botânica moderna na China, em particular o trabalho dos estudiosos chineses Li Huilin, Wang Qiwu e Hu Xiuying.

## Status nos Parques de Boston e na Universidade de Harvard
O Arboretum é uma unidade privada da Universidade de Harvard. O terreno foi doado à cidade de Boston em 1882 e incorporado ao parque projetado por Olmsted que se tornaria conhecido como Colar de Esmeraldas. Pelo acordo com a cidade, a Universidade de Harvard recebeu um aluguer de mil anos da propriedade, e a Universidade, como fiduciária, é diretamente responsável pelo desenvolvimento, manutenção e operação do Arboreto; a cidade mantém a responsabilidade pelas fontes de água, bancos, estradas, limites e policiamento. O orçamento operacional anual é em grande parte derivado da doação, que se baseia principalmente na filantropia privada e é administrada pela Universidade. Outras receitas são obtidas por meio de agências financiadoras e contribuintes. Todos os funcionários da Arboretum são funcionários da Universidade.

## Localização

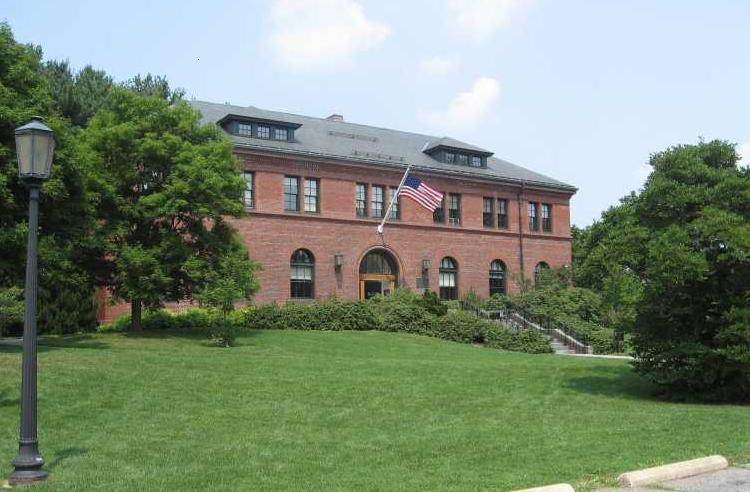
Edifício Hunnewell, Arnold Arboretum

O Edifício Hunnewell (que inclui o Centro de Visitantes e a Biblioteca de Horticultura) está localizado no portão principal do Arborway. Esta entrada pode ser acessada pela Massachusetts Route 203, algumas centenas de metros ao sul de sua junção com a Jamaicaway. O transporte público para o Arboretum está disponível na MBTA Linha Laranja até o seu término na Forest Hills Station e de ônibus ( # 39 ) até o Monumento em Jamaica Plain. O Arboretum fica a uma curta caminhada de qualquer um desses pontos. O portão sudoeste do Arboretum fica muito perto da curva entre as ruas Weld e Walter na linha de ônibus # 51 entre Cleveland Circle / Reservoir e Forest Hills. A entrada da Center Street, em frente à Whitcomb Ave e Westchester Road, é servida pelo ônibus 38.
O Arboretum ocupa 114 ha (281 acres) nas seções Jamaica Plain e Roslindale de Boston. Em 1938, a área total era de 107 ha (265 acres), número que foi reportado por décadas até ser corrigido. O Arboretum contém quatro colinas notáveis: Bussey Hill, Peters Hill, Hemlock Hill e Weld Hill. Destes, Peters Hill é o mais alto, com 73 metros.

## Clima
A precipitação média anual é 110,800 mm (4,363 in); queda de neve média, 10,200 mm (402 in). A temperatura média mensal é de 268 °C (515 °F); A temperatura média de julho é 391 °C (735 °F); De janeiro é 147 °C (296 °F). O Arboretum está localizado na zona de robustez 6b do USDA (−18 °C (0 °F) a −15 °C (5 °F)).

## Coleções (a partir de fevereiro de 2011)
Atualmente, as coleções vivas incluem 14.980 plantas individuais (incluindo viveiros) pertencentes a 10.117 acessos que representam 3.924 taxa; com ênfase particular nas espécies lenhosas da América do Norte e leste da Ásia. As coleções históricas incluem as introduções de plantas do leste da Ásia feitas por Charles Sprague Sargent, Ernest Henry Wilson, William Purdom, Joseph Hers e Joseph Rock. As recentes introduções da Ásia resultaram da Expedição Arnold Arboretum de 1977 para o Japão e a Coreia, a Expedição Botânica Sino-Americana de 1980 para a Província de Hubei ocidental e expedições mais recentes para a China e Taiwan.
Coleções abrangentes são mantidas e aumentadas para a maioria dos gêneros, e os gêneros que receberam ênfase particular incluem: Acer, Fagus, Carya, Forsythia, Taxodium, Pinus, Metasequoia, Lonicera, Magnolia, Malus, Quercus, Rododendro, Syringa, Paulownia, Albizia, Ilex, Gleditsia e Tsuga. Outras coleções abrangentes incluem a coleção de plantas rosáceas de Bradley, a coleção de coníferas e coníferas anãs e a coleção de Bonsai de Larz Anderson. Aproximadamente 500 acessos são processados anualmente.

## Política de cobrança

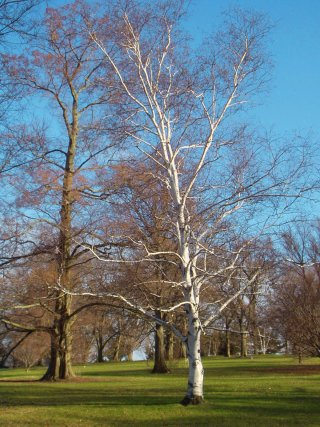
Uma árvore de vidoeiro no início da primavera

A missão do Arnold Arboretum é aumentar o conhecimento da evolução e da biologia das plantas lenhosas. Historicamente, esta pesquisa investigou a distribuição global e a história evolutiva de árvores, arbustos e videiras, com ênfase particular nas espécies disjuntas do Leste Asiático e da América do Norte. Hoje esse trabalho continua por meio de estudos moleculares da evolução e biogeografia das floras da Ásia temperada, América do Norte e Europa.
As atividades de pesquisa incluem estudos moleculares da evolução do gene, investigações das relações planta-água e o monitoramento da fenologia da planta, sucessão da vegetação, ciclagem de nutrientes e outros fatores que informam os estudos de mudanças ambientais. O trabalho aplicado em horticultura usa as coleções para estudos de propagação de plantas, introdução de plantas e gestão ambiental. Esta diversidade de investigação científica é fundada em um compromisso contínuo de adquirir, cultivar e documentar as espécies reconhecidas e taxa infraespecíficas de plantas lenhosas do Hemisfério Norte que são capazes de resistir ao clima dos 1.14 km2 (281 acres) Jamaica Plain / Roslindale.
Como recurso principal para pesquisa em biologia vegetal, as coleções vivas do Arboretum são desenvolvidas, com curadoria e gerenciadas para apoiar a investigação e o estudo científicos. Para tanto, as políticas de aquisição priorizam a obtenção de plantas geneticamente representativas de populações selvagens documentadas. Para cada táxon, o Arnold Arboretum aspira a cultivar múltiplos acessos de proveniência selvagem conhecida, a fim de representar uma variação significativa que pode ocorrer em toda a distribuição geográfica da espécie. As adesões de proveniência jardim ou cultivada também são adquiridas conforme regido pelas políticas de coleções aqui contidas.
Para todos os espécimes, a documentação completa de procedência e história dentro da coleção é uma prioridade crítica. Os procedimentos curatoriais fornecem registos completos e precisos para cada acesso e documentam a proveniência original, localizações nas coleções e mudanças na identidade botânica. Espécimes de herbário, materiais de ADN e imagens digitais são coletados para a coleta e mantidos nos sistemas de dados da Arboretum e no herbário no site Roslindale.
A pesquisa sobre fitopatologia e manejo integrado de pragas para manutenção das coleções vivas está em constante evolução. A pesquisa baseada em herbário enfoca a sistemática e a biodiversidade das florestas temperadas e tropicais da Ásia, bem como a ecologia e o potencial para o uso sustentável de seus recursos. Os programas educacionais do Arboretum oferecem aos grupos escolares e ao público em geral uma ampla variedade de palestras, cursos e caminhadas com foco na ecologia e cultivo de plantas. A sua revista trimestral, Arnoldia, fornece informações detalhadas sobre horticultura, botânica e história dos jardins. Iniciativas de pesquisa atuais

## Registos da planta
Os registos das plantas são mantidos numa base de dados informática, BG-BASE 6.8 ( BG-BASE Inc. ), que foi iniciado em 1985 a pedido do Arnold Arboretum e da Unidade de Plantas Ameaçadas (TPU) do World Conservation Monitoring Centre ( WCMC ). Atualmente, o Arboretum utiliza um conjunto de aplicativos de software ESRI Desktop e Mobile GIS para gerenciar, analisar, consultar, capturar, manipular e exibir informações geográficas. Uma máquina de gravação por computador gera etiquetas de registos. Todas as plantas acessadas nas coleções são rotuladas com número de acesso, nome botânico e nome de cultivar (quando apropriado), informações de origem, nome comum e localização no mapa. Etiquetas de tronco e ou amostragem também são penduradas em muitos acessos e incluem nomes botânicos e comuns e presépio. Os rótulos da estaca são usados para identificar as plantas localizadas no Jardim Leventritt e no Caminho Chinês.

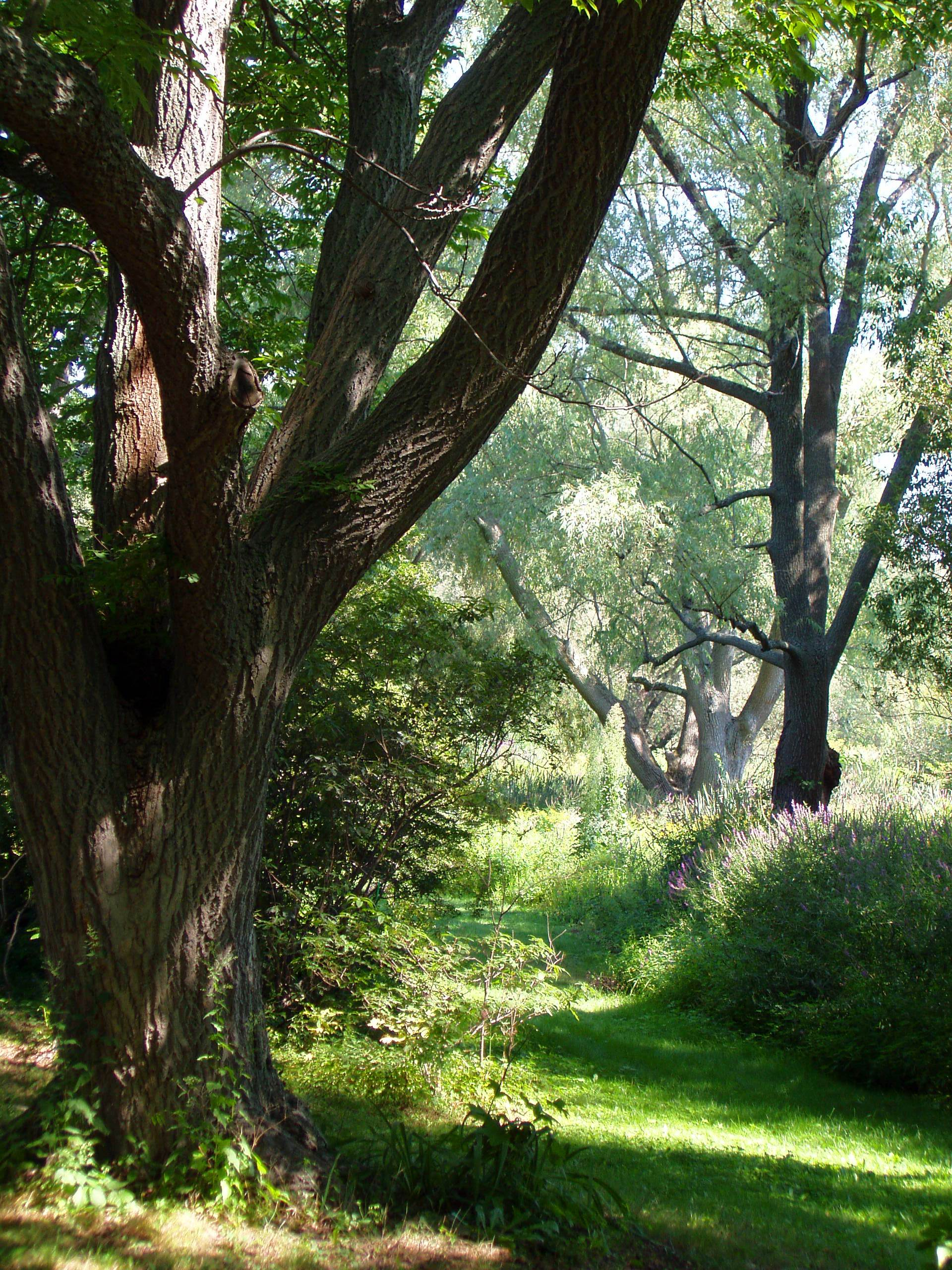
Vista geral do Arnold Arboretum

## Manutenção de terrenos
A equipe de jardinagem consiste no gerente de horticultura, três arboristas, dez tecnólogos em horticultura, um capataz e um jardineiro. Durante os meses de Verão, dez estagiários de horticultura complementam a equipa do jardim. Uma ampla variedade de veículos e equipamentos modernos, incluindo uma empilhadeira aérea e uma retroescavadeira e carregadeira frontal John Deere, são usados na manutenção do terreno. O pessoal permanente, excluindo o gerente, é membro da AFL/CIO Local 615, Service Employees International Union ( SEIU ).

## Instalações de viveiro e estufa
As Dana Greenhouses, localizadas na 1050 Center Street (com endereço de correspondência 125 Arborway), foram concluídas em 1962. Eles compreendem quatro estufas de serviço, totalizando 347.8 m2 (3,744 sq ft), a sede com escritórios, câmaras frigoríficas, áreas de armazenamento e uma sala de aula. A equipa da estufa inclui o gerente de estufas e viveiros, o propagador de plantas, dois assistentes e, durante os meses de Verão, dois estagiários de horticultura. Adjacente à estufa está uma casa de sombra de 293 m2 (3,150 sq ft), uma instalação de armazenamento refrigerado de 360 m3 (12,600 cu ft) e três viveiros subterrâneos irrigados, totalizando aproximadamente um e meio acres (6.000 m²). Também localizado no complexo da estufa está o pavilhão do bonsai, onde a Coleção Larz Anderson Bonsai é exibida de meados de abril ao final de outubro. Durante os meses de Inverno, o bonsai é mantido na unidade de armazenamento refrigerado a temperaturas ligeiramente acima de zero.

## Domingo lilás

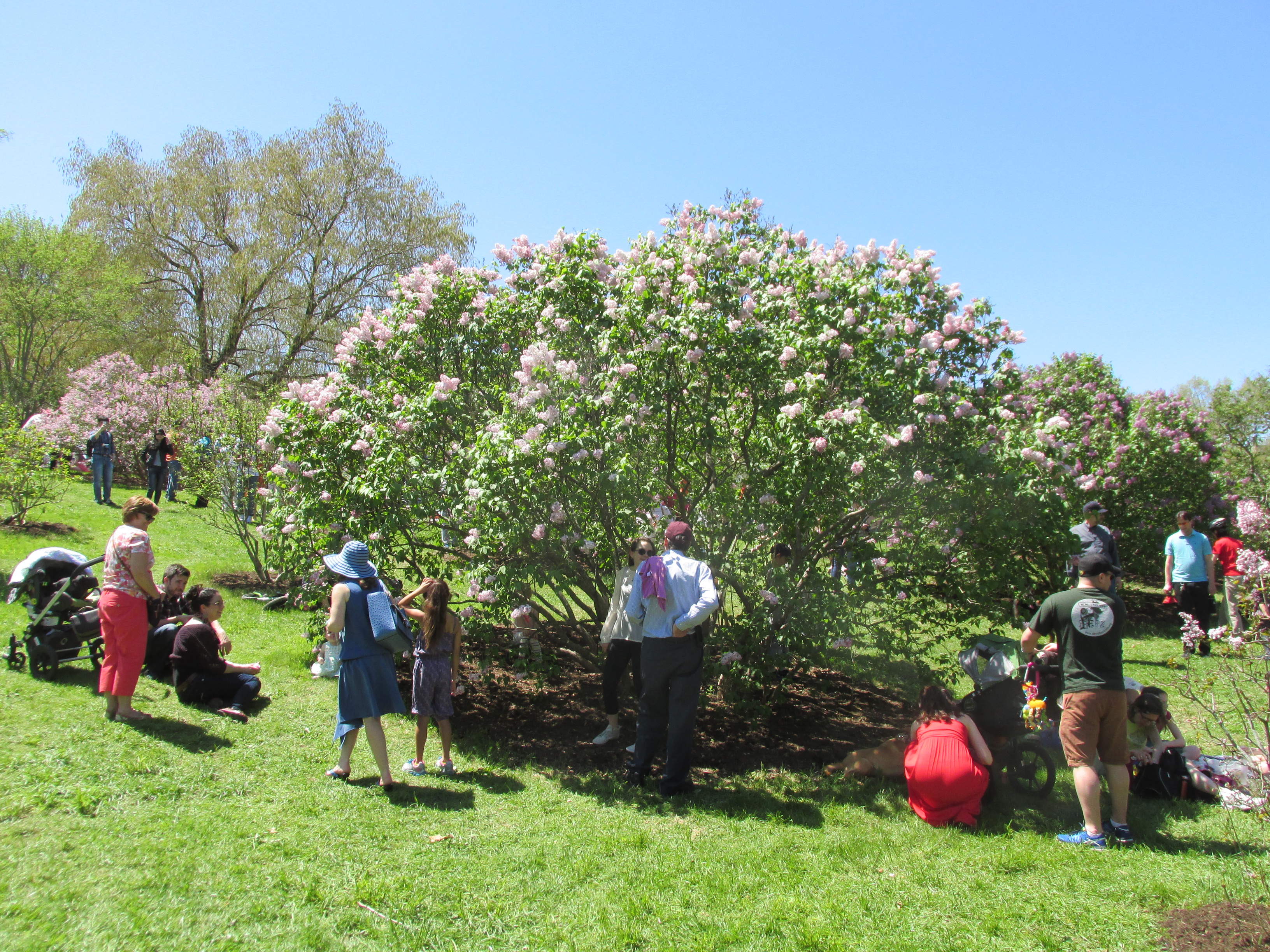
Lilac Sunday

O segundo domingo de maio de cada ano é o " Domingo Lilás ". Este é o único dia do ano em que é permitido fazer piqueniques. Em 2008, no aniversário de 100 anos do Lilac Sunday, o site Arboretum divulgou:

## Coleções associadas
O herbário do Arboretum na Jamaica Plain contém espécimes de plantas cultivadas que se relacionam com as coleções vivas (cerca de 160.000). O herbário Jamaica Plain, biblioteca de horticultura, arquivos e fotografias são mantidos no edifício Hunnewell em 125 Arborway; no entanto, as partes principais das coleções do herbário e da biblioteca estão localizadas em Cambridge, no campus da Universidade de Harvard, na Avenida Divinity, 22.

## Publicações
O inventário das coleções vivas é atualizado periodicamente e disponibilizado aos jardins botânicos irmãos e arboretas mediante solicitação; também está disponível no site do Arboretum ( inventário pesquisável Arquivado em 2005-07-20 no Wayback Machine   ) Arnoldia, a revista trimestral do Arnold Arboretum, publica frequentemente artigos relacionados às coleções vivas. A publicação de um jornal visando um público mais científico, o Journal of the Arnold Arboretum, estabelecido em 1919 com Charles Sprague Sargent como editor-chefe, foi suspenso em 1990, quando foi incorporado ao Harvard Papers in Botany (HPB). Os 71 volumes estão disponíveis online na Biodiversity Heritage Library. O Journal of the Arnold Arboretum publicou "notas sobre árvores e arbustos com descrições de novas espécies e suas relações, cartas de correspondentes e notas sobre a vegetação de países visitados por oficiais e agentes do Arboretum." Outros editores da revista incluem Albert Charles Smith, Clarence Emmeren Kobuski, Bernice Giduz Schubert e Carroll Emory Wood Jr.
A Reunion of Trees por Stephen A. Spongberg (curador emérito) relata a história da introdução de muitas das espécies exóticas incluídas nas coleções do Arobretum. New England Natives escrito pela arquivista pesquisadora de horticultura Sheila Connor descreve muitas das árvores e arbustos da flora da Nova Inglaterra e as maneiras como os habitantes da Nova Inglaterra os usaram desde os tempos pré-históricos. Science in the Pleasure Ground de Ida Hay (ex-curadora associada) constitui uma biografia institucional do Arboretum.

## Colaborações institucionais
O Arboretum é membro institucional da American Public Garden Association ( APGA ), do Botanic Gardens Conservation International ( BGCI ) e da International Association of Botanical Gardens and Arboreta. Além disso, os membros da equipa estão associados a muitas organizações botânicas e hortícolas nacionais e internacionais. O Arboretum é também uma instituição cooperante com o Center for Plant Conservation ( CPC ) e, como membro ativo do North American Plant Collections Consortium ( NAPCC ), está empenhada em alargar e manter as suas participações em: Acer, Carya, Fagus, Stewartia, Syringa e Tsuga para fins de conservação, avaliação e pesquisa de plantas. O Arboretum também é membro do North American China Plant Exploration Consortium (NACPEC).